# Viguiera sonorae
Viguiera sonorae là một loài thực vật có hoa trong họ Cúc. Loài này được Rose & Standl. miêu tả khoa học đầu tiên năm 1912.